# Historische Sprachforschung
Historische Sprachforschung (HS) ("Ricerca linguistica storica") è una rivista tedesca di linguistica storica indeuropea, fondata nel 1852 da Adalbert Kuhn. Il nome attuale è recente: in precedenza la rivista si chiamava Zeitschrift für vergleichende Sprachforschung (Rivista di linguistica comparativa) o, più semplicemente, Kuhns Zeitschrift (KZ). La denominazione odierna è stata introdotta nel 1988 (in occasione del volume n° 101). Per la sua antichità è la seconda rivista di linguistica ancora in attività, e ha sostituito i Beiträge zur vergleichenden Sprachforschung ("Contributi di linguistica comparativa") o Kuhn-Schleichlers Beiträge (KSB; 1852-74) ed i Beiträge zur Kunde der indogermanischen Sprachen ("Contributi di indeuropeistica") o Bezzenbergers Beiträge (BB; 1877-1906).
Attualmente il direttore responsabile è Martin Kümmel (Università di Jena) con Olav Hackstein e Sabine Ziegler, e l'editore Vandenhoeck & Ruprecht, Gottinga. Normalmente escono due numeri all'anno.